# スタンフォード大学

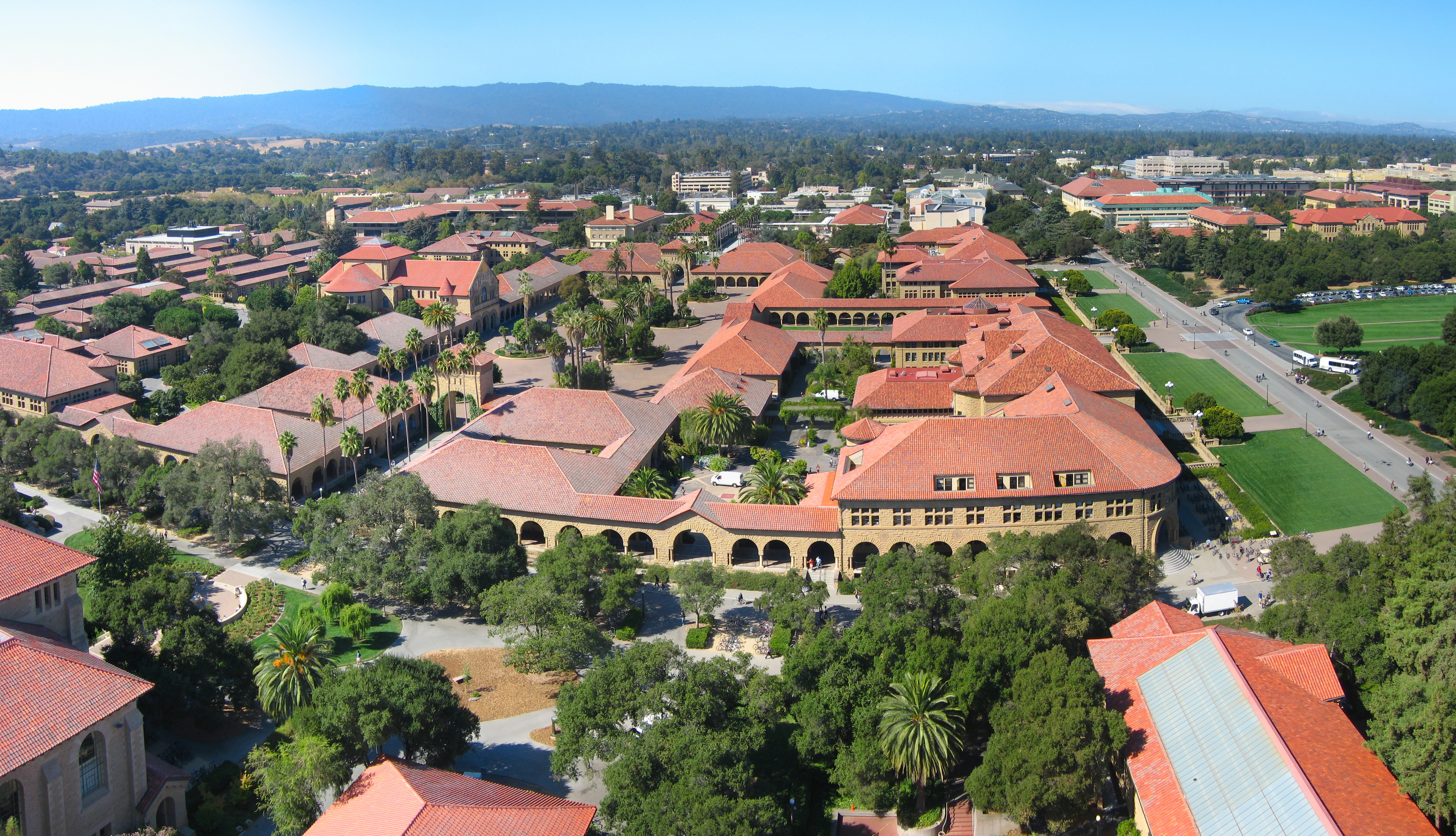
キャンパス全景

スタンフォード大学（スタンフォードだいがく、英: Stanford University、略称SU）は、カリフォルニア州スタンフォードに本部を置くアメリカ合衆国の私立大学。登記上の正式名称はリーランド・スタンフォード・ジュニア大学（英語: Leland Stanford Junior University）。

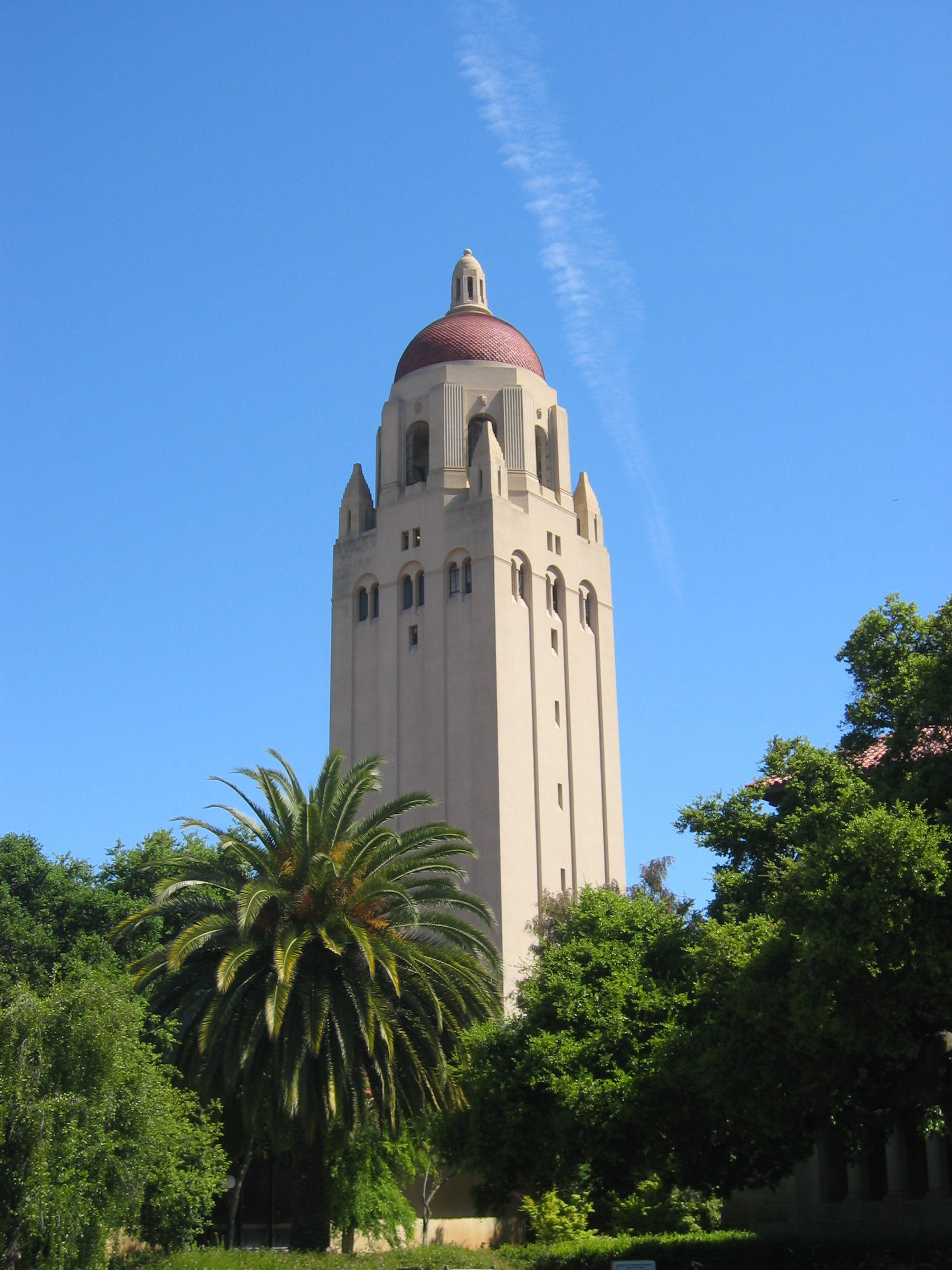
Stanford University Hoover Tower.

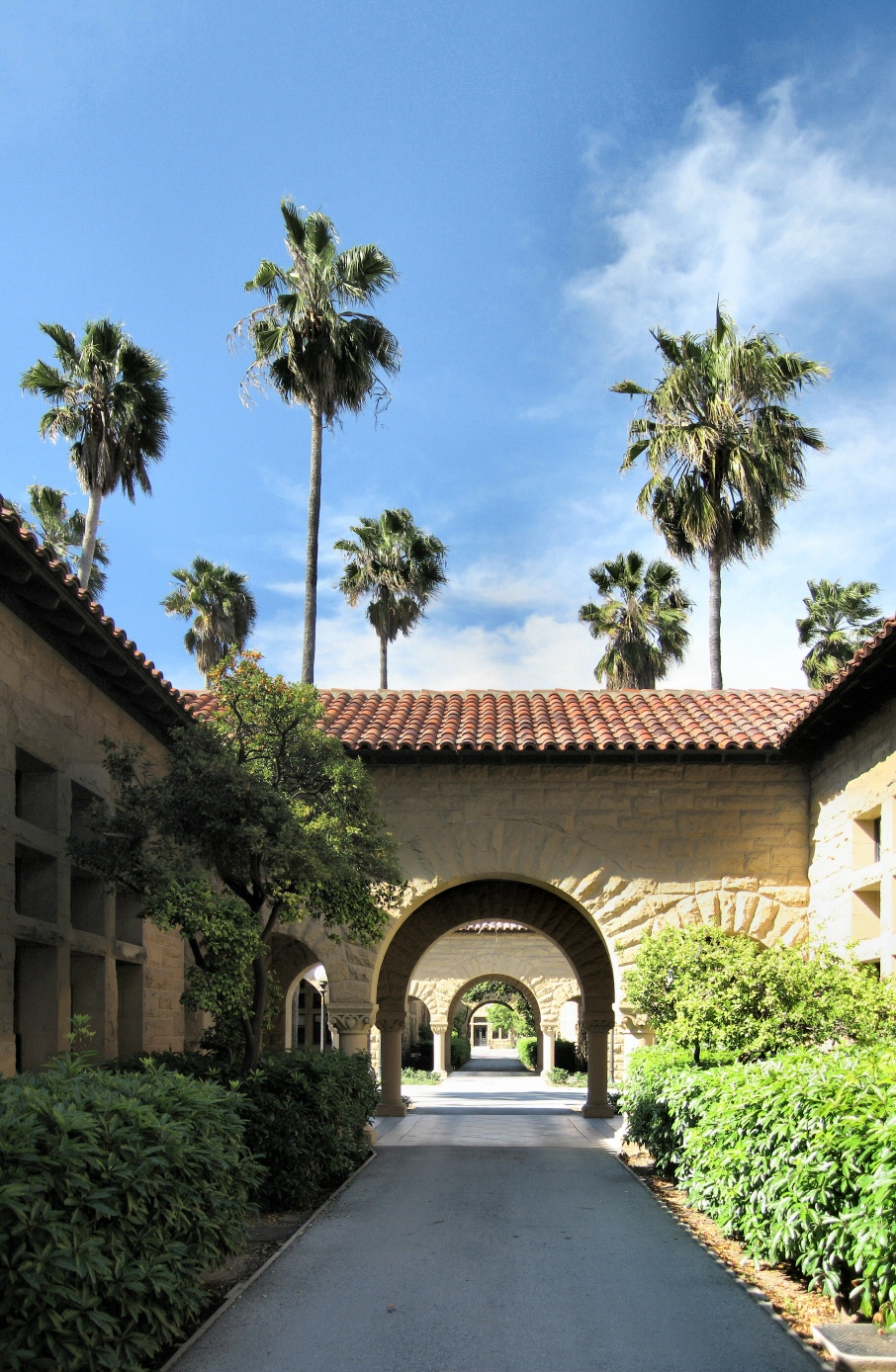
Stanford University Walkway

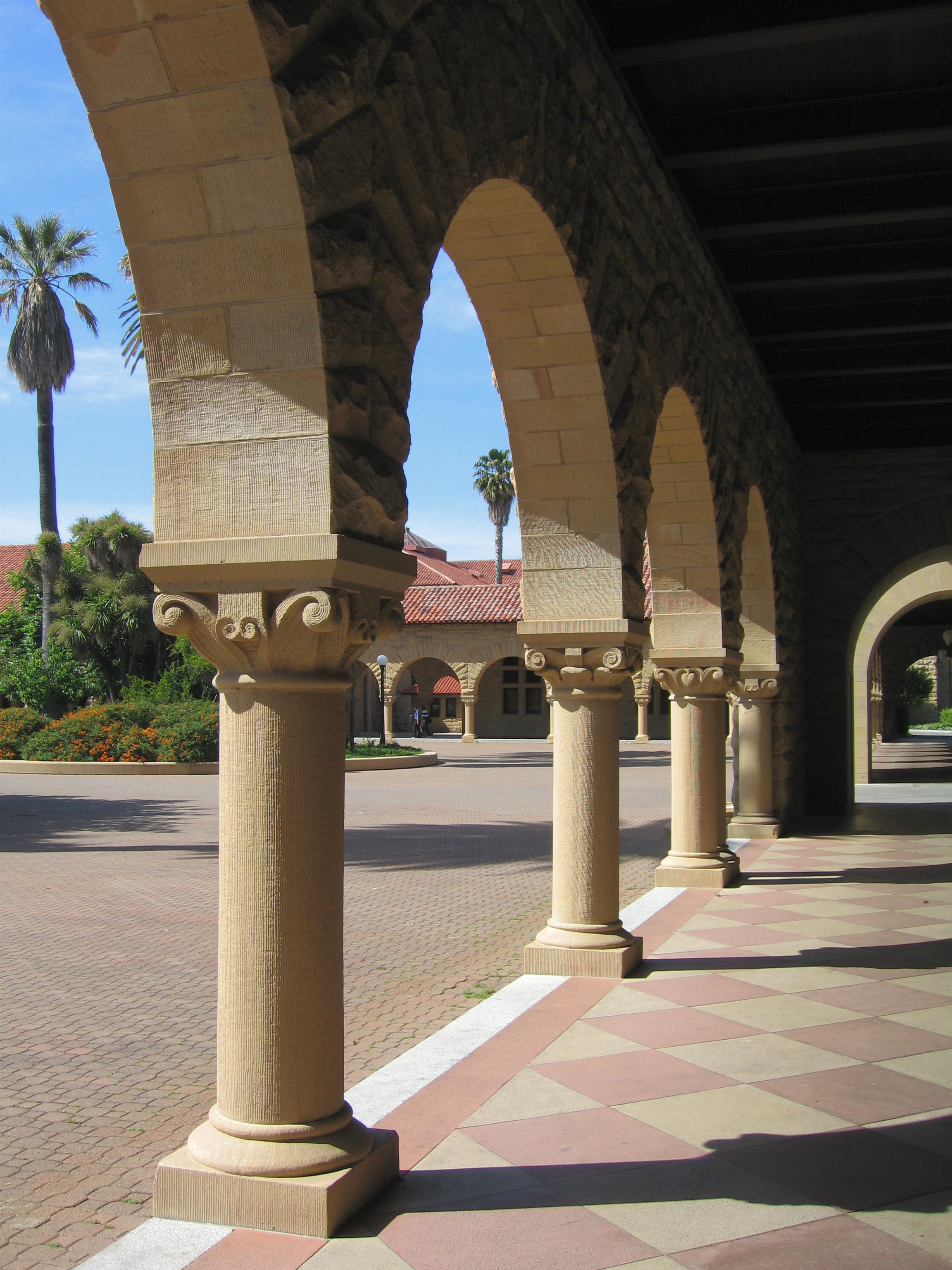
Arches of the Quad at Stanford.

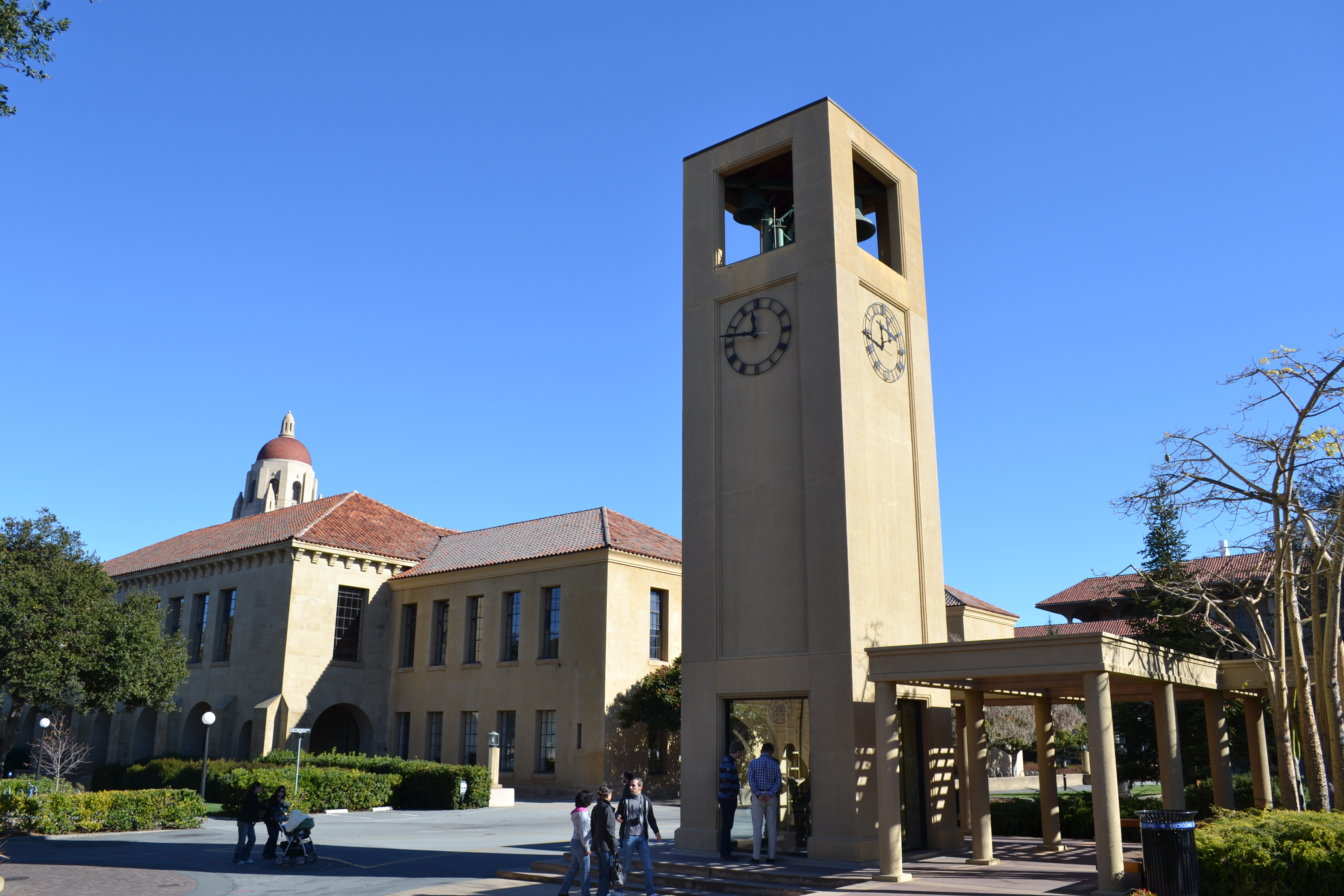
Clock tower

1891年に創立され、第二次大戦後の数十年間でとくにリモート・センシング技術や地震観測技術、情報工学・コンピューターサイエンスなどの発展で大きな役割を果たし、アメリカを代表する名門校のひとつに成長した。

## 概要
サンフランシスコから約60km南東に広大なキャンパスを構え、IT企業の一大拠点であるシリコンバレーの中心に位置している。学部生が約6700名・大学院生が約8000人在籍し、教員数は約1700人。教員の4割が医学部に所属しており、3分の1が人文系に属する。
大学ランキングでは、タイムズ・ハイヤー・エデュケーションで世界・米国内ともに第2位（2024年）、USニューズ誌で米国内第3位と（2024年）、研究・教育に秀でた総合大学として高い評価を受ける。また学部段階での合格率は 3.68%と、ハーバード大学と並んで全米最難関のグループである。
大学基金の額は約360億ドル（約5兆6000億円）に達し（2024年）、米国内第3位。
理工系分野のほか、ビジネススクールやロースクール、メディカルスクールも各種ランキングで米国内の上位に位置しており、動物学・昆虫学・環境科学でも世界的な研究拠点とみなされている。
公共政策シンクタンクのフーヴァー研究所、行動科学高等研究センターがキャンパス内に位置しており、これらもアメリカの外交政策・科学技術政策の動向に大きな影響を及ぼす拠点とされる。
またスタンフォード大学は特に起業家精神に優れた大学として知られていて、スタートアップ企業への資金提供において世界で最も成功している大学の1つである。卒業生はこれまで多数の企業を設立し、これらを合わせた年間収益は2.7兆ドル（約290兆円）を超え、世界第7位の経済規模（2020年時点）に匹敵している。
2020年10月現在、84人のノーベル賞受賞者、28人のチューリング賞受賞者、8人のフィールズ賞受賞者、1人のアメリカ合衆国大統領（ハーバート・フーバー）、74人の存命の億万長者、17人の宇宙飛行士を輩出している。
保有資産が3000万ドル（約46億円）を超す富裕層となった卒業生は、2022年の時点で7900人超おり、米国内の大学としては第2位である。
スタンフォード大学の校訓は「Die Luft der Freiheit weht（独: 自由の風が吹く）」。

### 創設
当時のカリフォルニア州知事で、大陸横断鉄道の一つセントラルパシフィック鉄道の創立者でもあるリーランド・スタンフォードと夫人のジェーンが、腸チフスの病で早逝した彼の一人息子であるリーランド・スタンフォード・ジュニアの名を残すために、1886年に構想。
当時のハーバード大学学長のチャールズ・ウィリアム・エリオットに相談するなど、6年間にわたる準備の末、1891年にカリフォルニア州によって設立された。スタンフォード夫妻の存命時（リーランド自身は1893年6月21日、夫人は1905年2月28日に死去）は学費が無料だったが、1920年に有料化されている。

## 大学ランキング
USニュース（2024年）
- 米国内大学総合 ─ 第3位
- 電気工学 ─ 第2位
- 環境科学 ─ 第2位
- コンピューターサイエンス ─ 第2位
- 心理学 ─ 第1位
- 経済学 ─ 第1位

タイムズ・ハイヤー・エデュケーション（2024年）
- 世界大学総合 ─ 第2位
- 米国内大学総合 ─ 第2位
- 芸術人文 ─ 第1位
- ライフサイエンス ─ 第4位
- 社会科学 ─ 第1位

## 組織

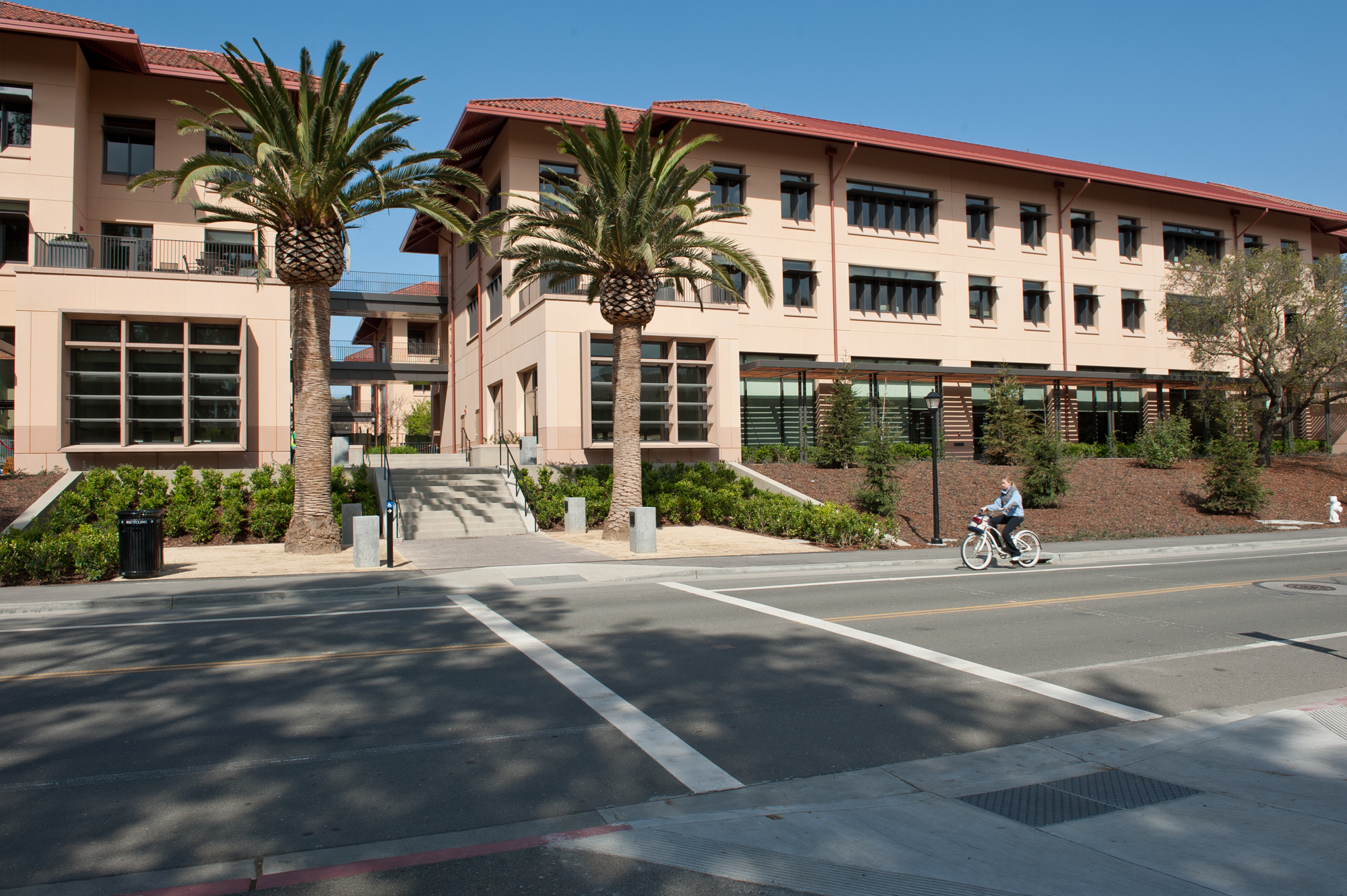
スタンフォード大学経営大学院(Stanford GSB)

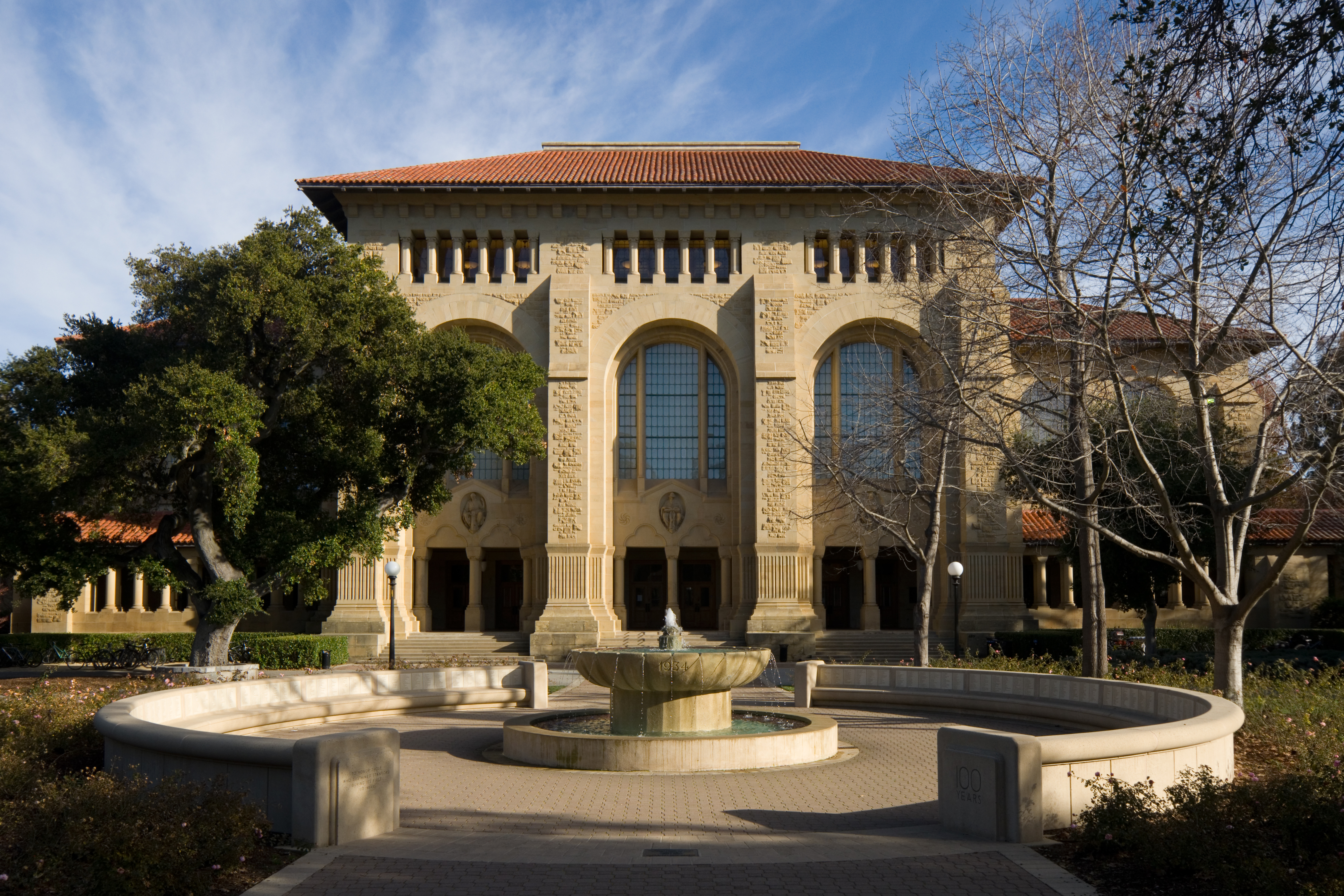
スタンフォード大学工学部(Stanford Engineering)

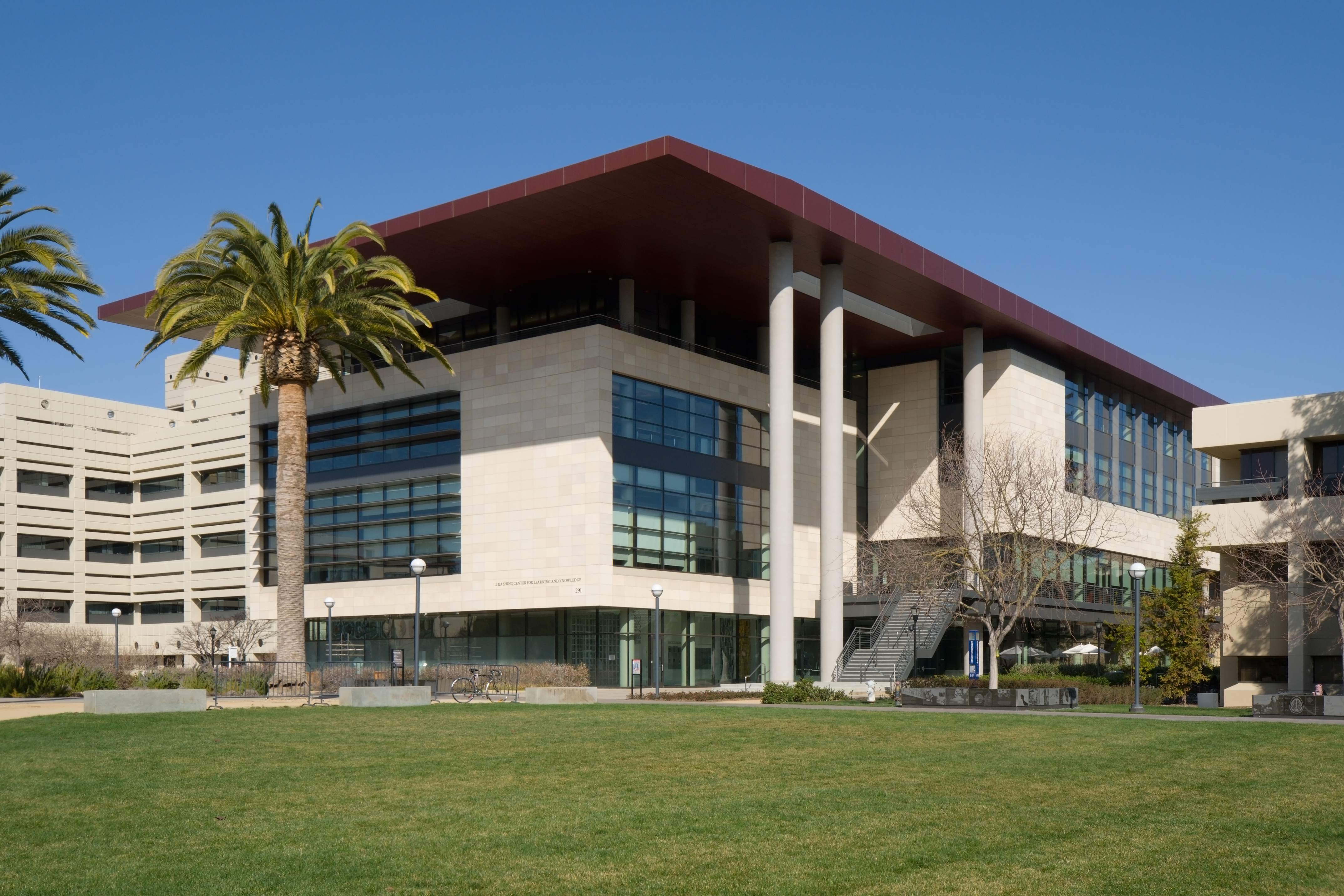
スタンフォード大学医学大学院(Stanford Medicine)

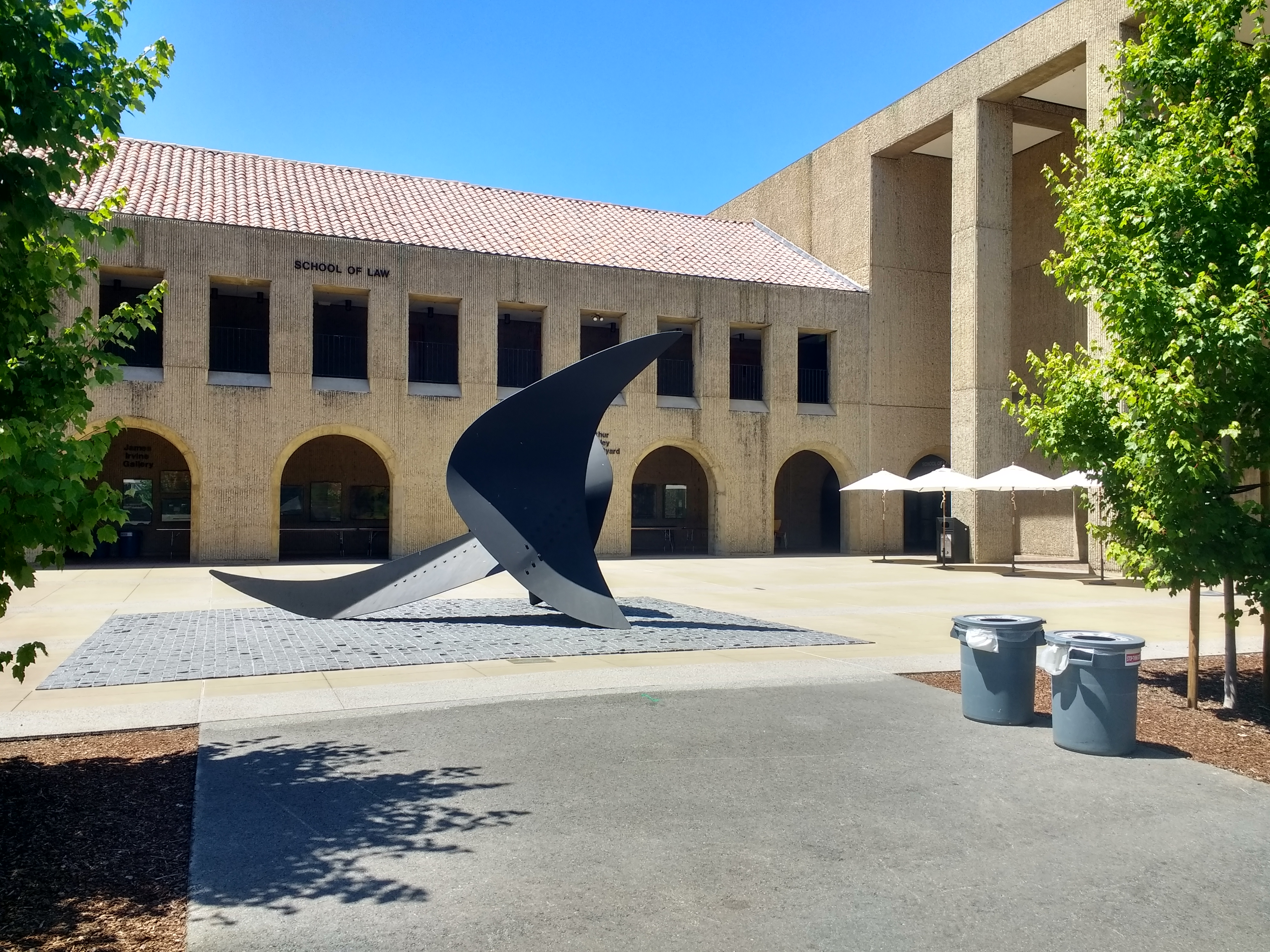
スタンフォード・ロー・スクール(SLS

### スクール
- Graduate School of Business（Stanford GSB、スタンフォード大学経営大学院：ビジネススクール）
- School of Law（SLS、スタンフォード・ロー・スクール：法科大学院）
- School of Engineering（Stanford Engineering、スタンフォード大学工学部・大学院）
- School of Sustainability（サステナビリティ学部・大学院）
- School of Education（教育大学院）
- School of Humanities and Sciences（文理学部・大学院）
- School of Medicine（Stanford Medicine、スタンフォード大学医学大学院：医科大学院）

の7つのSchoolがある。このうち学士課程があるのは、サステナビリティ学部、工学部、文理学部で、合計67の専攻がある。その他は大学院のみ。

### 研究機関
米国連邦国立研究センターとして次の3つの研究所が設置されている。
- Center for Advanced Study in the Behavioral Sciences
- The National Bureau of Economic Research
- SLAC国立加速器研究所(SLAC National Accelerator Laboratory), Stanford Linear Accelerator Centerから名称変更

そのほかにも多くの研究所、ラボラトリー等を設置。
- スタンフォード人工知能研究所（SAIL）
- フーヴァー戦争・革命・平和研究所
- スタンフォード大学フリーマン・スポグリ国際研究所（FSI）

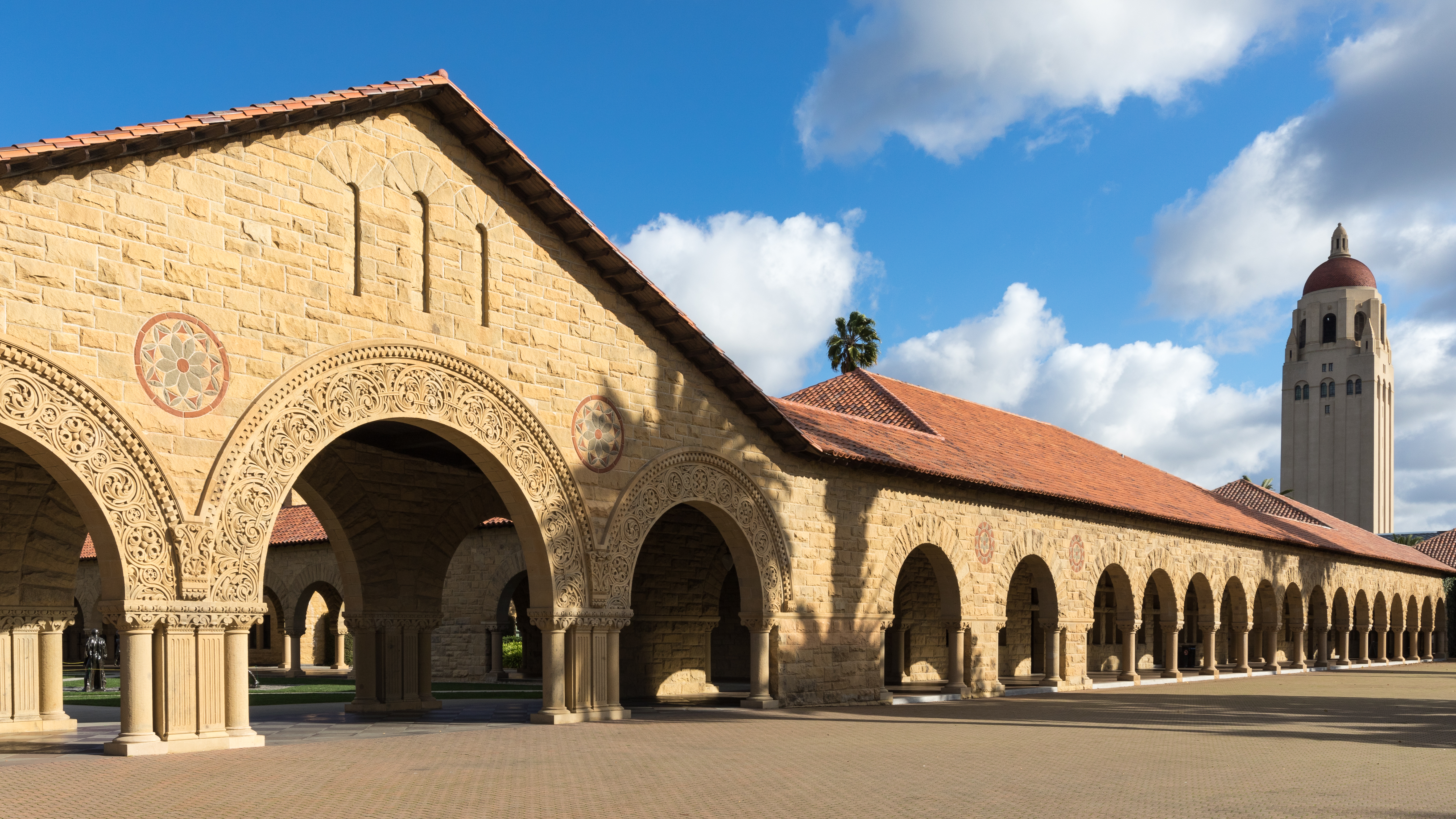
フォード・ドーシー国際政策大学院(MIP)：スタンフォード大学フリーマン・スポグリ国際研究所(FSI)管轄

スタンフォード研究所 (SRI) は、大学本部の管理下にはなく、大学発のインキュベーションやベンチャー企業の支援を目的とした独立した組織として運営されている。

## キャンパス
広さは3310ヘクタール（千代田区の3倍）で全米有数の大規模なキャンパスである。建物はカリフォルニア州の伝統に従いスパニッシュ・ミッション様式で統一されている。正門から入ると右半分には主に理科系の学部、左半分には主に文科系の学部が配置されており、学生は、右半分を「Techy（テッキー）」、左半分を「Fuzzy（ファジー）」などと呼んでいる。キャンパス内には学生の大半を収容できる学生寮があり、ゴルフ場や乗馬センター、丘陵地のハイキングコースなどもある。また、土地の商業的な賃貸も行っており、ショッピングセンターや企業リサーチパークがキャンパス内に立地している。
現役の学生がキャンパスを案内するキャンパスツアーが、大学のランドマークであるフーバータワーの対面に位置するビジターセンターを起点として、祝日等を除き、毎日午前と午後の2回行われている。大学の成り立ちやキャンパスのさまざまな建物にまつわるエピソードなどを聞きながら周る、約1時間のツアーである。また、大学新聞としてThe Stanford Dailyが発行されている。
キャンパスの大部分は自治政府の無い国勢調査指定地域だが、一部はパロアルト市とメンローパーク市に股がっている。国外にもキャンパスがあり、ドイツのボイテルスバッハに城郭を持っている他、イタリア、フランス、イギリス、ロシア、チリ、そして日本にも物件を所有している。

## 批判・不祥事
- 2015年、スタンフォード大学の構内にある宿舎で開かれたパーティーで、スタンフォード大学の水泳部のスター選手の男子学生（当時20歳）が、女性を暴行する事件が起きた[29]（英語版）。2016年、この男子学生は裁判で酒に酔った者への性的暴行、意識のない者への性的暴行、強制性交未遂の3件の罪で有罪評決を受けた[30]。検察は禁錮6年を求刑したが、判事は禁錮6カ月の刑と3年間の保護観察を言い渡した。軽い量刑となったのは、加害者側が富裕な名門大学の学生だったからだとする強い批判が起こり、大きな社会的注目を集めた[30]。その後、元男子学生は3ヵ月で刑務所を出所[31]。被害を受けた女性は裁判では匿名で証言していたが、のちに実名を公開して性被害の実態を訴え、量刑を決めた判事はカリフォルニア州で市民の弾劾運動が起きて罷免されている[32]。
- 2022年、神経学者だったテシエラビーン学長（英語版）の過去の論文に研究不正があると学内の学生新聞が報道。大学側は調査に乗り出し、2023年に学長の辞任に発展した[33]。調査によると、学長が著作権者に加わった5本の論文のうち少なくとも4本で、研究データの不適切な操作が行われていた[34]。テシエラビーンはアルツハイマー病などの研究に取り組んでいた著名な神経学者で、2000年代から研究不正の噂があったとされており、これを無視して学長就任を許した大学側の姿勢も批判された[35][36]。テシエラビーンは学長辞任後、教授として学内にとどまっている[33]。

## エピソード
- 2005年、スティーブ・ジョブズが卒業式でスピーチした[37]。
- 2014年、ビル・ゲイツとメリンダ・ゲイツが卒業式でスピーチした[38]。

- ARPANETのノードのひとつは、スタンフォード研究所 (SRI) に設置された。
- GUIの研究開発における先駆者の一人であるダグラス・エンゲルバートは、SRIに勤務していた。
- FM音源の合成方式は、この大学にて開発された。
- イーロン・マスクはペンシルベニア大学からスタンフォード大学院に進学した時に起業家としての道を最優先した為に２日で退学した。
- 孫正義はカリフォルニア大学バークレー校からスタンフォード大学やマサチューセッツ工科大学やハーバード大学に大学院として進学しようとしたが実業家としての道を最優先した為に進学するのを辞めた。
- コンピュータ関連企業の創業者に、この大学の出身者が多い。特にサン・マイクロシステムズのSUNの名前は、Stanford University Network に由来する。
- Folding@homeの総本山でもある。
- 刑務所を舞台にしたスタンフォード監獄実験が行われたことでも有名。

- 2018年3月時点で、全米屈指の名門チームとして知られ、これまでの全米大学選手権での優勝数は全米大学チーム中最多の497回に上り、この内、NCAA (全米大学体育協会) 優勝数は全米大学チーム中最多の116回である。しかし、最人気競技のアメリカンフットボールでは、未だに年間全米ランキング1位になったことがない[要出典]

## 関係者

### 歴代学長
1. デイビッド・スター・ジョーダン (1891-1913)
2. ジョン・キャスパー・ブラナー (1913-1915)
3. レイ・ライマン・ウィルバー (1916-1943)
4. ドナルド・トレシダー (1943-1948)
5. J・E・ウォレス・スターリング (1949-1968)
6. ケネス・ピッツァー (1968-1970)
7. リチャード・ライマン (1970-1980)
8. ドナルド・ケネディ (1980-1992)
9. ゲルハード・キャスパー (1992-2000)
10. ジョン・ヘネシー (2000-2016)
11. マーク・テシエ＝ラヴィーン（2016-2023）
12. リチャード・サラー（2023−2024）
13. ジョナサン・レヴィン（2024ー）

### 著名な卒業生

#### 政界
- ハーバート・フーヴァー（アメリカ合衆国第31代大統領、共和党、フーバー研究所、フーバータワーの名称の由来となっている）
- エフード・バラック（MA、元イスラエル首相）
- モハンマドレザー・アーレフ（MS、PhD、イラン元第一副大統領）
- ウィリアム・ペリー William Perry（MA、第19代アメリカ合衆国国防長官）
- ウォーレン・クリストファー（LLB、第63代アメリカ合衆国国務長官）
- ハビエル・ベセラ（BA、JD、第13代アメリカ合衆国保健福祉長官）[39]
- ジェームス・ウールセイ R. James Woolsey, Jr.（BA、前CIA長官）
- アレハンドロ・トレド（AM、PhD、ペルー共和国大統領）
- ホルヘ・サラノ・エリアス Jorge Serrano Elías（グアテマラ共和国大統領）
- リカルド・マデュロ Ricardo Maduro（BA、ホンジュラス大統領）
- グレイ・デイヴィス Gray Davis（前カリフォルニア州知事）
- 鳩山由紀夫（PhD、日本国第93代内閣総理大臣）
- 石井一（民主党参議院議員党副代表、元衆議院議員、元自治大臣兼国家公安委員会委員長）
- 浅尾慶一郎（MBA、参議院議員、元衆議院議員、元みんなの党代表）
- 伊原木隆太（岡山県知事、元天満屋代表取締役社長）
- トーマス・M・ストーク（元アメリカ合衆国上院議員）
- ヘンリー・M・ジャクソン（前アメリカ合衆国上院議員）
- マックス・バウカス（LLB、アメリカ合衆国上院議員）
- ジェフ・ビンガマン（LLB、アメリカ合衆国上院議員）
- フランク・チャーチ（LLB、アメリカ合衆国上院議員）
- ケント・コレッド（アメリカ合衆国上院議員）
- ダイアン・ファインスタイン（アメリカ合衆国上院議員）
- ロン・ワイデン（アメリカ合衆国上院議員）
- ゾウ・ロフグレン（アメリカ合衆国下院議員）
- カルメン・ヴァリケーブ（BA、PhD、カリフォルニア州アリソビエホ市長）
- 梅汝璈（BA、元中華民国立法委員、全国人民代表大会代表、東京裁判の中華民国代表判事）
- モハメド・ワヒード・ハサン（第5代モルディブ大統領）

#### 法曹界
- サンドラ・デイ・オコナー（元アメリカ合衆国最高裁判所陪席判事）
- ウィリアム・レンキスト（元アメリカ合衆国最高裁判所長官）
- アンソニー・ケネディ（アメリカ合衆国最高裁判所陪席判事）
- スティーブン・ブライヤー（アメリカ合衆国最高裁判所陪席判事）

#### 学界
- ジョン・ガードナー（元保健教育福祉省長官、コモンコーズ創始者）
- デレク・ボック（元ハーバード大学総長）
- クラーク・カー（MA、カリフォルニア大学総長、初代カリフォルニア大学バークレー校学長）
- クリスチーナ・アメージャン（MBA、一橋大学教授）
- グレーヴァ香子（PhD、慶應義塾大学教授）
- リチャード・レブン（元イェール大学学長）
- ウィリアムズ・ブロディー（ジョンズ・ホプキンス大学学長）
- バルタン・グレゴリアン（元ブラウン大学学長、現カーネギー法人[注釈 1]代表）
- ピーター・サロベイ（エール大学学長）
- ヤマト・イチハシ（元スタンフォード大学）
- タマラ・カールトン（スタンフォード大学シリコンバレー・イノベーションアカデミーエグゼクティブディレクター）
- ローレン・パウエル・ジョブズ（カレッジ・トラック共同創業者/会長、スタンフォード大学理事）（MBA）
- ヴィントン・サーフ（インターネット開拓者、「インターネットの父」、『Internet Protocol』の著者）
- ジェームス・モンガン（マサチューセッツ総合病院総院長）
- カルヴィン・クエート（原子間力顕微鏡を発明）
- ロナルド・リベスト（PhD、暗号学者）
- ステファン・ティモシェンコ（現代工学メカニックス先駆者）
- ブラッドフォード・パーキンソン (元アメリカ空軍大佐、「GPSの父」)
- ジョン・エチェメンディ（哲学者）
- 青木玲子（PhD、一橋大学名誉教授、元九州大学副学長）
- 有賀夏紀（PhD、埼玉大学名誉教授）
- 伊藤秀史（PhD、一橋大学名誉教授、早稲田大学教授）
- 浦田秀次郎（PhD、早稲田大学教授）
- 大坪滋（PhD、名古屋大学教授）
- 大野健一（PhD、政策研究大学院大学名誉教授）
- 奥野正寛（PhD、東京大学名誉教授）
- 金子郁容（PhD、慶應義塾大学教授）
- 神取道宏（PhD、東京大学教授）
- 黒崎卓（PhD、一橋大学教授）
- 小泉潤二（PhD、大阪大学教授）
- 今野浩（PhD、東京工業大学名誉教授、数理計画法、金融工学）
- 末松千尋（MOT、京都大学名誉教授）
- 高木誠一郎（PhD、青山学院大学教授）
- 竹村彰通（PhD、滋賀大学学長、東京大学名誉教授、統計学）
- 中村洋（PhD、慶應義塾大学教授）
- 林敏彦（PhD、同志社大学教授、大阪大学名誉教授）
- 原田勉（PhD、神戸大学教授）
- 法木秀雄（MBA、早稲田大学教授）
- 星谷勝（PhD、武蔵工業大学（現・東京都市大学）名誉教授）
- 松本曜（PhD、国立国語研究所教授）
- 松山泰男（PhD、早稲田大学名誉教授）
- 森棟公夫（PhD、椙山女学園大学学長、京都大学名誉教授）
- バトラー後藤裕子 (PhD、ペンシルベニア大学教授)
- 山下学（PhD、立正大学教授、法学者、医師）
- 米山リサ（PhD、トロント大学教授）

#### 財界
- カート・アケレイ（MS、シリコングラフィックス共同創始者）
- デビッド・ファイロ（MS、Yahoo!共同創始者、現チーフ）
- ジェリー・ヤン（BS、MS、Yahoo!共同創始者、元CEO、チーフ、取締役）
- セルゲイ・ブリン（MS、現在博士課程一時休学、Google共同創始者、現社長）
- ラリー・ペイジ（MS、現在博士課程一時休学、Google共同創始者、現社長）
- ロイ・ドルビー（ドルビーラボラトリーズ創始者、現会長）
- ウィリアム・ヒューレット（ヒューレット・パッカード共同創始者）
- デビッド・パッカード（BA、ヒューレット・パッカード共同創始者）
- フィリップ・ナイト（MBA、ナイキ創始者、現CEO社長、会長）
- スコット・マクネリ（MBA、サン・マイクロシステムズ共同創始者、現会長）
- ビノッド・コースラ（MBA、サン・マイクロシステムズ共同創始者）
- アンディ・ベクトルシャイム（MBA、サン・マイクロシステムズ共同創始者）
- クレッグ・バレット（BS、PhD、インテル現会長）
- スティーブン・A・バルマー（MBA退学、マイクロソフトCEO）
- ジェームス・アルチン（MS、マイクロソフト共同社長）
- ロバート・モンダヴィ（ロバート・モンダヴィ・ワインズ創始者）
- ロバート・M・バス（MBA、キーストーン社長）
- ジェフリー・ベウクス（MBA、タイム・ワーナー社長兼COO）
- レン・ボサック（MS CS、シスコシステムズ共同創始者）
- サンディー・ラナー（MS Stat & CS、シスコシステムズ共同創始者）
- バッド・コリガン（MBA、マクロメディア共同創始者）
- リチャード・フェアーバンク（キャピタルワン共同創始者）
- クラーリー・フィオリーナ（ヒューレット・パッカード前CEO、2005年まで）
- ドリス・フィッシャー（夫のドナルド・フィッシャーと共にGAP共同創始者）
- ヴィクター・グリンチ（PhD、フェアチャイルドセミコンダクター創始者）
- ステファン・ハドック（MBA、エクストリームネットワーク共同創始者）
- ジェイムス・サックス（MA、IDEO共同創始者）
- サマー・ハマデ（Vault.com共同創始者）
- マーク・オールドマン（Vault.com共同創始者）
- リード・ハスティングス（MS、Netflix創始者）
- トリップ・ハウキンズ（MBA、エレクトロニック・アーツ、3DO創始者）
- J・スコット・カスピック（MBA、Kaspick & Company創始者　現代表取締役）
- ガイ・カワサキ（BA、投資会社Garage Technology VenturesCEO）
- ヘンリー・マッキネル（MBA、PhD、ファイザー現CEO兼会長）
- ジョン・モルグリッチ（MBA、シスコシステムズ会長）
- T・J・ロッジャー（PhD、Cypress Semiconductor創始者、現CEO）
- アジム・プレムジ（退学、Wipro TechnologiesCEO）
- チャールス・R・スチュワッブ（MBA、Charles Schwab Corporation創始者、現会長兼CEO）
- ピーター・ティール（PayPal共同創始者、Clarium Capital創始者）
- アラン・トリップ（BA、SCORE! Educational Centers、インコート創始者）
- サム・アルトマン（退学、OpenAI創業者）
- ジェンスン・フアン（NVIDIA創業者）
- イーロン・マスク（退学、スペースX、テスラ、PayPal、ボーリング・カンパニー、xAI創業者）
- 有馬彰（MBA、元NTTコミュニケーションズ社長）
- 石橋善一郎（MBA、元日本トイザらス副社長兼CFO、東北大学教授）
- 小泉明正（経営コンサルタント）
- 近藤克彦（第一勧業銀行元頭取）
- 甲賀啓一（MBA、野村総合研究所元アナリスト、野村証券元投資信託ゼネラルマネージャー、BJ HOLDINGS株式会社取締役会長、S&T Motiv最高顧問）
- 三枝匡（経営コンサルタント、ミスミグループ本社名誉会長）
- 数原英一郎（修士、三菱鉛筆社長）
- 妹尾輝男（MBA、日本コーン・フェリー・インターナショナル社長）
- 滝沢建也（MBA、元警察官僚、M&Aコンサルティング（村上ファンド）元代表取締役）
- 橘・フクシマ・咲江（MBA、G&S Global Advisors代表取締役社長、コーン・フェリー・インターナショナル社アジア・パシフィック地域最高顧問）
- 殿村真一（MBA、ヘッドストロングジャパン社長）
- 冨山和彦（MBA、産業再生機構元専務取締役COO）
- 原丈人（工学修士、デフタパートナーズ、アライアンスフォーラム財団）
- 丸木強（MBA、村上ファンド元代表取締役）
- 三谷宏幸（修士、ノバルティスファーマ社長）
- 村田大介（MBA、村田機械社長、京都経済同友会代表幹事）
- 若山健彦（MBA、アセット・インベスターズ会長）
- 山口スティーブ（トラベル東北社長）
- 海部美知（経営コンサルタント）
- 金當一臣（MS、Sloan Fellow、パシフィコ・エナジー代表取締役社長）
- 大石清恭（MBA、ACCESS代表取締役社長）
- 石川浩大（経営コンサルタント、リュエル創始者）

#### 宇宙飛行士
- マエ・ジャミソン（BS、MA）
- エイリーン・コリンズ（MS）
- マイク・フィンケ（MS）
- ウィリアム・フィッシャー（BA）
- サリー・ライド（BA、BS、MS、PhD、アメリカ人女性初）
- オーウェン・ガリオット（MS、PhD）
- スーザン・ヘルムス（MS）
- エレン・オチョア（MS、PhD）
- スティーブ・スミス（BS、MS、MBA）
- テマラ・ジャーミガン（BS、MS）
- グレゴリー・リンテリス（MS）
- デイヴィッド・ロー（MS）
- エドワード・ルー（PhD）
- ブルース・マッカンドレス2世（MS）
- バーバラ・マーガン（BA）
- スコット・パラジィンスキー（BS、MD）
- ステファン・ロビンソン（MS、PhD）
- ジェフ・ウィスオフ（MS、PhD）

#### 芸能界
- アンドレ・ブラウファー（俳優、エミー賞受賞、Homicide、Gisbon's Crossing等）
- デイヴィッド・ブラウン（映画プロデューサー、アカデミー賞受賞、『ジョーズ』、『ディープ・インパクト』等）
- フィル・ブラウン（俳優、『スター・ウォーズ・シリーズ』等）
- テッド・ダンソン（俳優、Cheers等）
- イーディス・ヘッド（アカデミー衣裳デザイン賞八回受賞）
- リチャード・ディーベンコーン（画家）
- ロバート・マザーウェル（画家）
- ジョン・ナカマツ（ヴァン・クリバーン国際ピアノコンクール金賞）
- ジャック・パレス（俳優、アカデミー賞受賞）
- フレッド・サヴェージ（俳優、最年少エミー賞ノミネート、『The Wonder Years、Working』等）
- シガニー・ウィーバー（女優、『エイリアン』、『ゴーストバスターズ』等）
- ジェニファー・コネリー（退学、女優、ゴールデングローブ賞助演女優賞、アカデミー助演女優賞、『ビューティフル・マインド』等）
- ロジャー・コーマン（映画プロデューサー、映画監督、『リトル・ショップ・オブ・ホラーズ』等）
- エリザベス・ファーンスワース（MA、ニュースキャスター）
- メーガン・ヘラー（女優、Bug Juice等）
- スカイラー・ハージェンセン（映画プロデューサー）
- ダリン・カゴン（CNNニュースキャスター）
- エイミー・ケロッグ（MA、FOXニュースニュースレポーター）
- テッド・コッペル（MA、ジャーナリスト、前ABCニュースキャスター）
- ジャスティン・マッテラ（イタリアのTVパーソナリティ）
- ダニエル・パール（ジャーナリスト）
- ダニー・ピンタウロ（俳優、『Who's the Boss?』等）
- ベン・サヴェージ（俳優、クリフォード等）
- ジョエル・スタイン（ロサンゼルスタイムズユーモア作家、コラムニスト）
- アダム・ウェスト（退学、俳優、『バットマン』等）
- リース・ウィザースプーン（退学、『キューティ・ブロンド』等）
- リチャード・D・ザナック（映画プロデューサー、『猿の惑星』等）
- アグネス・チャン（PhD、歌手、タレント、日本ユニセフ協会大使）
- タブロ（歌手、作家　エピック・ハイ)
- ジョセフ・コシンスキー (映画監督、『トロン: レガシー』等
- モンテ・ヘルマン (映画監督、『断絶』等）

#### スポーツ選手
野球
- クリス・カーター
- アダム・ソルギ
- ボブ・ブーン
- ジョン・マクドウェル
- マイク・ムッシーナ
- ジェド・ラウリー
- クリス・リード
- グレッグ・レイノルズ

アメリカンフットボール
- トレント・エドワーズ
- ジョン・エルウェイ
- ジム・プランケット
- アンドリュー・ラック

バスケットボール
- ジェニファー・アズィー
- アダム・キーフ
- ジョレン・コリンズ
- ジェイソン・コリンズ
- ケイト・スターバード
- ブレヴィン・ナイト
- ライアン・ネルセン
- ジム・ポラード
- マーク・マドセン
- ジョージ・ヤードリー
- ハンク・ルイセッティ
- ブルック・ロペス

水泳
- ジャネット・エバンス
- サマー・サンダース
- ジェニー・トンプソン
- ミスティー・ハイマン
- パブロ・モラレス

テニス
- ボブ・ブライアン
- ジョン・マッケンロー

バレーボール
- フォルケ・アキンラデウォ
- ローガン・トム

ゴルフ
- タイガー・ウッズ（退学）
- トム・ワトソン

フィギュアスケート
- デビ・トーマス

スピードスケート
- エリック・ハイデン

十種競技
- ボブ・マティアス

### 著名な教員や研究者
- ジョージ・シュルツ（フーバー研究所。アメリカ合衆国元労働長官・財務長官・国務長官）
- コンドリーザ・ライス（フーバー研究所。政治学教授、事務局長、第66代アメリカ合衆国国務長官）
- ケネス・アロー（経済学教授、ノーベル賞、ジョン・ベーツ・クラーク賞）
- 片岡鉄哉（フーバー研究所。政治学者）
- 植草一秀（フーバー研究所。経済学者）
- 松原久子（フーバー研究所。著作家、評論家）
- ミルトン・フリードマン（フーバー研究所名誉教授、ノーベル賞）
- フェリックス・ブロッホ（物理学教授、ノーベル賞）
- ポール・コーヘン（数学教授、フィールズ賞受賞者）
- ドナルド・E・クヌース（名誉教授、計算機科学者、数学者、The Art of Computer Programmingの著者、TeXの開発者、チューリング賞）
- ロバート・グレイ（電気工学・情報工学、高能率情報圧縮の先駆者）
- マーティン・ヘルマン（電気工学・情報工学、公開鍵暗号の創始者）
- アブナー・グライフ（経済学者）
- 雨宮健（経済学者）
- 青木昌彦（経済学者）
- 小島武仁（経済学者）
- 今井賢一 (経営学者)
- 本多俊毅（経済学者）
- ララ・ハルダヤール（インド自由運動者）
- アレクサンドル・ケレンスキー（ロシア革命指導者）
- ダグラス・R・ホフスタッター（『ゲーデル、エッシャー、バッハ』の著者）
- ロバート・B・ラフリン（物理学教授、ノーベル賞）
- ジョン・マッカーシー（人工知能研究の第一人者、LISP創案者）
- ローレンス・レッシグ（ロースクール教授、CODE, The Future of Ideas, Free Cultureの著者、インターネット社会研究所創立者）
- フアン・バウティスタ・ラエル（言語、民俗学者）
- イーヴァン・ボーランド（アイルランド詩人）
- ポール・バーグ（化学教授、ノーベル賞）
- スティーブン・チュー（物理学教授、ノーベル賞）
- リンダ・ダーリン・ハモンド（教育理論家）
- ドン・E・フェイレンバッハー（ピューリッツァー賞）
- ダグラス・D・オシェロフ（物理学教授、ノーベル賞）
- アンドレイ・リンデ（物理学教授、インフレーションモデルの研究）
- マーチン・パール（物理学教授、ノーベル賞）
- ウィリアム・J・ペリー（工学者、外交官、起業家、第19代アメリカ合衆国国防長官）
- マイロン・ショールズ（経済学教授、ノーベル賞）
- パトリック・サペス（哲学教授、アメリカ国家科学賞受賞者）
- レオナルド・サスキンド（理論物理学教授、弦理論提唱者）
- ジョン・ブライアン・テイラー（経済学者、テイラー・ルールの考案者）
- リチャード・E・テイラー（物理学教授、ノーベル賞）
- ポール・ワツラウィック（精神医学教授、コミュニケーション理論の研究者）
- 西野精治（睡眠研究所、精神医学教授）
- コイト・ブラッカー（政治学教授）
- ブライアン・ファニホウ（作曲家、教授）
- イアン・ホッダー（人類学者）
- フィリップ・ジンバルドー（心理学者、スタンフォード監獄実験の責任者）
- デビッド・M・ケリー（教授、IDEO創設者、ハッソ・プラットナー・デザイン研究所創設を主導）
- マリアム・ミルザハニ（数学教授、女性初のフィールズ賞受賞者）
- ティリー・オルセン（女性学、作家）
- 竹村彰通（統計学者）
- 加藤英明（構造生物学）
- 張首晟 (物理学者)
- ウォルター・シャイデル (歴史学教授、『暴力と不平等の人類史』著者)